# Football365
Football365 ou simplesmente F365, é um website esportivo operado pela 365 Media Group, filial da BSkyB, de sua sede em Leeds.
O website abrange principalmente a Premier League, bem como outras ligas e campeonatos europeus. Tem abordagem informal e bem-humorada lidando com últimas notícias de futebol e muitas vezes inclui piadas recorrentes dos indivíduos relacionados ao esporte. F365 tem sido conhecido pela cobertura completa que ele proporciona, bem como seus dados estatísticos e características de comentário.
O site foi fundado em 1997 pelo fã do Arsenal e pioneiro da internet, David Tabizel, que depois se uniu com o jornalista Danny Kelly, ao lado de Dan Thompson (fundador da empresa de jogos eletrônicos para computador, Renegade Software), por Simon Morris, ex-diretor de marketing da BSkyB, e por Andy Gray, ex-jogador de futebol e apresentador de TV, que também atua regularmente como colunista. Em entrevista à revista Rolling Stone em 2012, Tabizel afirma que o site foi homenagem a expressão usada frequentemente por sua mãe, Sandy. Em 1999, no auge da bolha da internet, a empresa controladora dos sites da 365 Corporation flutuou na Bolsa de Valores de Londres, atingindo um valor de 500 milhões de euros, pouco depois do lançamento.

## Características regulares
- F365 Mailbox: Coleta duas vezes por dia emails enviados por leitores de segunda a sexta-feira, alguns dos quais não estão relacionados ao futebol.
- F365 Forum: A website fornece o Fórum F365 (F365 Forum) para leitores discutir o esporte.
- Mediawatch: Uma revisão diária caracterizada pela sátira de histórias recentes e artigos de vários jornais nacionais e websites sobre futebol. A coluna frequentemente inclui 'A Slight Difference Of Opinion', 'Non-football story of the day' e informações atualizadas diante da habilidade de Mark Lawrenson como preditor.
- The Premier League Winners And Losers: Uma revisão das medidas do fim de semana que muitas vezes provoca acusações de parcialidade.
- It's Going To Be A Big Weekend For…: Um recurso de pré-visualização dos próximos jogos de finais de semana.
- F365 Opinion: Editores e colaboradores do site dão suas opiniões relacionadas as notícias recentes de futebol, incluindo editores internos, como Sarah Winterburn, Nick Miller e Matthew Stanger, além dos colunistas Philip Cornwall, John Nicholson, Tim Stannard, Rob McNichol, Alan Tyers e Daniel Storey.
- The F365 Transfer Blog: Uma atualização ao vivo de fofocas de transferência e comentários com colaboradores do F365 e comentários públicos.
- Story Time: Uma hora de cada dia é dedicada ao Daniel Story e as histórias dramáticas dele.

## Canal de TV na internet
O website também tem um canal de TV pela internet chamado F365 TV. Entre os programas transmitidos estão The Paper Round e The Dugout Podcast - programas quinzenais de futebol que estão disponíveis das quintas às segundas-feiras no Football365, Teamtalk e iTunes. Os apresentadores incluem Don Dealio, Ed Draper, Kait Borsay e Lynsey Hooper.

## Variantes regionais

### França
Fundado em 1998 por Axel Dreyfus e Pierre Sivel, sob o nome C Sport e adquirido em 1999 por 365 Corp e depois em 2001 pelo Groupe Sporever, Football365.fr é uma versão francesa totalmente dedicada a notícias de futebol. Notícias ao vivo, relatórios de jogo, entrevistas, cobertura ao vivo: o site tem grande quantidade de vídeos, serviço de blogue e opção aos leitores fornecer comentários (feedback).
A equipe consiste em seis jornalistas permanentes, ajudada pela equipe do Sport365.fr. Nicolas Puiravau, editor-chefe do site desde junho de 2004, afirmou recentemente no Sport Strategy que o site Football365 obtém mais de dois milhões de visitantes únicos e sessenta e cinco milhões de visitas mensais.